# Grumbates
Grumbates (gestorben nach 359) war Mitte des 4. Jahrhunderts König der Chioniten.
Die einzige Quelle für Grumbates ist das Geschichtswerk des spätantiken römischen Historikers Ammianus Marcellinus. Dieser schildert recht ausführlich die Kämpfe des Sassanidenkönigs Schapur II. gegen die Römer unter Constantius II. In diesem Zusammenhang berichtet er auch, wie Schapur Mitte der 350er Jahre mit einem neuen Gegner an der Nordostgrenze Persiens konfrontiert war. Dabei handelte es sich um die Chioniten, die sich als harte Gegner erwiesen und in deren Gebiet Schapur überwintern musste. Bei den Chioniten handelt es sich um einen nomadischen Stamm, der kurz vor dem Auftauchen der sogenannten iranischen Hunnen in Erscheinung tritt.
Als Schapur II. 359 mit einem großen Heer in die römische Provinz Syrien einfiel, begleiteten ihn auch chionitische Hilfstruppen unter Führung ihres Königs Grumbates, den Ammianus als Mann mittleren Alters beschrieb, der viele Siege errungen hat. Ammianus berichtet weiter, dass der Perserkönig die Chioniten und den Stamm der Gelaner als Verbündete gewinnen konnte, doch sind weder die Einzelheiten des Vertrags bekannt noch die genaue Identität der Gelaner. Ammianus bezeichnete Chioniten und Gelaner aber als die tüchtigsten Krieger im persischen Heer.
Die Perser zogen nun zur wichtigen römischen Festung Amida, wo sich damals auch Ammianus aufhielt, der aus eigener Anschauung einen beeindruckenden Bericht hinterlassen hat. Schapur wollte die Römer zur Aufgabe zwingen, doch diese weigerten sich. Grumbates selbst versuchte anschließend erneut, die Kapitulationsaufforderung zu überbringen, als plötzlich ein römisches Geschoss den jungen und einzigen Sohn des Grumbates traf und diesen tötete. Grumbates geriet in Rage und schwor, die Römer für seinen Verlust büßen zu lassen, woraufhin sich Schapur zu einer regulären Belagerung gezwungen sah, wollte er seinen Verbündeten nicht verlieren. Die Belagerung von Amida sollte erst nach 73 Tagen enden und erhebliche persische Kräfte binden. Der Sohn des Grumbates, dessen Namen Ammianus nicht kennt bzw. nennt, wurde bei anschließenden Feierlichkeiten sieben Tage lang betrauert. Sein Leichnam wurde verbrannt, was für die zoroastrischen Perser eigentlich einen Frevel darstellte.
Über das weitere Schicksal des Grumbates berichtet Ammianus nichts. Es ist anzunehmen, dass die chionitischen Hilfstruppen nach Abbruch des persischen Feldzugs im Jahr 360 nach Osten zurückkehrten, wobei unklar ist, wie groß ihr dortiger Machtbereich war. Das Bündnis zerbrach ebenfalls, denn Chioniten und Perser waren in der Folgezeit wieder in Kämpfe miteinander verwickelt.